# Bernard de Pourtalès
Bernard Alexandre Georges Edmond de Pourtalès (Château de Bellevue, 5 juni 1870 - Casablanca, 5 juli 1935) was een Zwitsers zeiler.
De Pourtalès won samen met zijn oom en tante tijdens Olympische Zomerspelen 1900 de titel in de 1-2 ton klasse wedstrijd 1 en tweede in wedstrijd 2.

## Resultaten

### Olympische Zomerspelen
| Jaar | Plaats | Resultaten                                |
| ---- | ------ | ----------------------------------------- |
| 1900 | Parijs | 1-2 ton wedstrijd 1 · 1-2 ton wedstrijd 2 |